# هارولد مک‌گرا سوم
هارولد مک‌گرا سوم، (به انگلیسی: Harold McGraw III) (زاده ۳۰ اوت ۱۹۴۸) کارآفرین، بازرگان و مدیر ارشد اجرایی آمریکایی است، که در حال حاضر به‌عنوان رییس هیئت مدیره شرکت مک‌گرا-هیل و اتاق بازرگانی بین‌المللی فعالیت می‌کند.